# Pável Axelrod
Pável Borísovich Axelrod (en ruso: Павел Борисович Аксельрод) (25 de agosto de 1850-16 de abril de 1928) fue un revolucionario marxista ruso de origen judío. Uno de los principales dirigentes mencheviques, fue su principal ideólogo.
Axelrod fue el dirigente menchevique que más contribuyó a perfilar la corriente dentro del Partido Obrero Socialdemócrata de Rusia, y a definir su postura en los principales temas que la distinguían de los bolcheviques. Su principal objetivo como teórico socialista fue adaptar los postulados de los teóricos socialistas de Europa occidental a la situación rusa, muy diferente.
Originalmente partidario de Bakunin, fue uno de los fundadores del marxismo ruso en 1883, evolucionando políticamente durante el último cuarto del siglo XIX. Fue uno de los pocos dirigentes socialistas rusos que provenía de una familia pobre y que no tuvo una esmerada educación debido a ello.
Uno de los principales ideólogos marxistas rusos junto a Georgi Plejánov, formó junto con este el Grupo para la Emancipación del Trabajo, una organización para la producción de literatura socialista. Especializado en cuestiones organizativas y tácticas del movimiento socialdemócrata ruso, en la disputa del II Congreso del Partido Obrero Socialdemócrata de Rusia se alineó con la corriente menchevique, de la que fue el principal ideólogo, a pesar de sus temporales diferencias con otros dirigentes de la fracción. Opuesto a la toma del poder, que consideraba prematura, tanto en la revolución de 1905 como en la de 1917, vivió en el exilio salvo dos breves periodos que coincidieron con las revoluciones.
En Estocolmo cuando los bolcheviques derrocaron al débil Gobierno Provisional Ruso, no regresó a Rusia y se instaló en Alemania, donde trató en vano de recabar el apoyo de los socialistas europeos contra el Gobierno soviético. Falleció en el exilio en Berlín.

## Orígenes

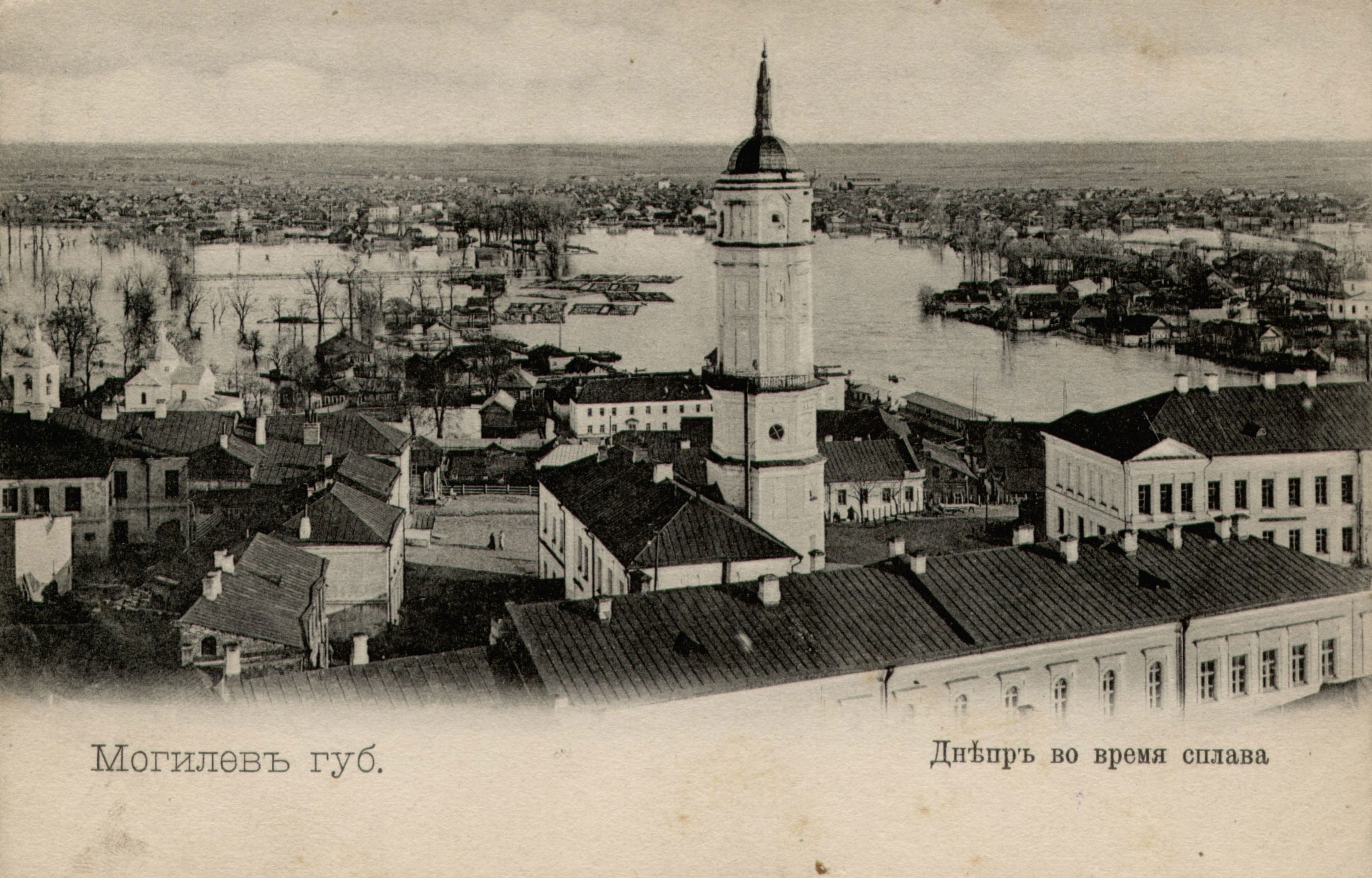
Mogilev, donde Axelrod cursó su educación secundaria y comenzó sus actividades reformistas.

Nació en una aldea en las cercanías de Pochep en la provincia de Chernígov, en 1849 o 1850, en una familia judía pobre. Era hijo de un judío pobre y sin conocimientos de ruso, huérfano y sin educación formal, con apenas unas nociones de yidis. Su madre también era analfabeta. Su padre comenzó trabajando como jornalero para un arrendatario judío para, más tarde, regentar una taberna que apenas daba para que la familia viviese. Perpetuamente en deuda con los usureros hebreos y sin permiso de residencia en la aldea en la que vivían, la familia se encontraba en continua angustia ante los prestamistas y las autoridades. Durante su primera década de vida, Axelrod y su familia cambiaron continuamente de residencia, con graves problemas para encontrar alojamiento y alimento para sus seis miembros.
En 1858 o 1859, la familia se trasladó a Shklov, una pequeña ciudad provincial (actualmente en Bielorrusia), donde el padre había heredado un apartamento de una habitación. Consumido pronto por el fuego, la familia se encontró nuevamente en la miseria, viviendo en un albergue de la comunidad judía de la ciudad, sin que el padre de Axelrod lograse encontrar un empleo estable y viviendo intermitentemente de la caridad.
Gracias a los intentos de rusificación del Gobierno y de la reticencia de los notables de la comunidad judía, que no deseaban mandar a sus hijos a las escuelas rusas, Axelrod logró recibir educación primaria, apoyado por su madre y en ausencia de su piadoso padre, que no hubiese aprobado su ingreso en tal institución. Asistió a la escuela durante tres años, graduándose en 1862; esta fue su primera experiencia con gentiles y deseó ardorosamente continuar su formación en una escuela secundaria. A pesar de su miseria, se trasladó a Mogilev donde siguió su formación secundaria, demostró ser un excelente estudiante y comenzó a ganar algo de dinero como tutor de alumnos judíos de familias liberales. Tras mostrar ya su tendencia a la rebeldía y a la reforma social, se enemistó temporalmente con la comunidad y tuvo que trasladarse temporalmente a Nizhyn y más tarde a Kiev para seguir trabajando como tutor y evitar ser reclutado en el Ejército. Reconciliado, regresó a Mogilev a acabar sus estudios de secundaria. A su regreso, redobló sus esfuerzos para reformar a la comunidad judía, modernizándola.
En 1871 ciertas lecturas (Belinski, Lasalle) y su disposición natural le llevaron a tratar de formar un grupo revolucionario entre los estudiantes universitarios, sin éxito. Al tiempo perdió su anterior interés por los asuntos judíos. Antes ya había dudado de la veracidad de los textos sagrados y de la existencia de dios, pero algunas lecturas le convirtieron en agnóstico. Se convenció de que los problemas de los judíos quedarían resueltos automáticamente una vez que terminase la opresión general.
Fracasado y desilusionado por la actitud pasiva de estudiantes, se trasladó a Kiev donde continuó como mentor para ganarse la vida y comenzó a enseñar a trabajadores a leer y escribir. La propaganda entre los trabajadores de los talleres, sin embargo, no dio sus frutos y Axelrod aprendió el oficio de carpintero para poder unirse a la campaña narodnik de propaganda entre los campesinos. Bakuninista moderado ya en la primavera de 1874 tras un primer periodo más cercano a las posiciones de Piotr Lavrov, compartía con muchos otros reformistas y revolucionarios de la época su fe en la fuerza del campesinado, la importancia de la comuna campesina como base del socialismo en Rusia o su oposición al Estado.
Su intento de encontrar a un bandido justiciero que operaba en los alrededores de Kiev y que debía servir de caudillo revolucionario le impidió unirse finalmente a la fracasada campaña revolucionaria en el campo de la primavera y el verano de 1874. De regreso a Kiev y ante la gran represión policial desatada contra los revolucionarios, abandonó Rusia y entró ilegalmente en Alemania en septiembre de 1874.

## Primer exilio
Con cierta experiencia y prestigio revolucionarios, Axelrod carecía aún de sólida base en las teorías radicales. Esencialmente utópico, deseaba vagamente la reforma social y comenzó a leer de manera ávida y desordenada a diversos autores como Ferdinand Lassalle, John Stuart Mill o Karl Marx. Profundamente impresionado por la fuerza y la organización de la socialdemocracia alemana a pesar de su crítica anarquista a algunos de sus aspectos, Axelrod comenzó a aprender de ella y a forjar amistades con algunos de sus más destacados dirigentes.
Llegó a Berlín, no obstante, sin dinero ni cobijo y fue acogido primero por un amigo de la infancia y más tarde por el joven Eduard Bernstein; vivió en la clandestinidad, sin conocer el idioma. La estancia en una ciudad cosmopolita, experiencia nueva para Axelrod, le resultó, sin embargo, gratificante y asistió con admiración a numerosas reuniones políticas obreras. Axelrod adoptó la experiencia alemana como modelo de su radicalismo para Rusia.
A las pocas semanas de llegar a la ciudad su novia, Nadezhda Kaminer, se reunió con él. De familia acomodada, Nadezhda era una entusiasta revolucionaria que se adaptó con dificultad, pero entrega a la vida de privación junto a Axelrod, con quien contrajo matrimonio en Suiza en 1875.

## En Suiza
La pareja se había trasladado a Suiza a comienzos de 1875 para ponerse en contacto con los revolucionarios rusos exiliados allí. La situación económica de Axelrod, nunca buena, empeoró con el matrimonio y más tarde con el nacimiento de sus hijos. En Suiza comenzó a trabajar once horas diarias como limpiador de pasamanos por un sueldo que no permitía vivir a la pareja, que sobrevivió en parte gracias a la caridad de los exiliados. En el verano de 1875, estos le enviaron a Rusia para reclutar bakuninistas para infiltrarse en la revuelta bosnia que acababa de estallar y tratar de fomentar la rebelión entre el campesinado, teóricamente inquieto en Ucrania por aquellas fechas. Fracasando en ambos encargos, en su viaje a Rusia conoció, sin embargo, a destacadas figuras revolucionarias, encontrándose por primera vez con el joven Georgi Plejánov, al que animó a abandonar sus estudios para dedicarse a la revolución. Axelrod se convertiría más tarde en el más cercano colaborador del Plejánov.
A comienzos de 1876, regresó a Ginebra, donde nació su primera hija. Comenzó entonces a trabajar como cajista cerca de once horas al día, pero a duras penas conseguía ganar lo suficiente para comprar leche para la niña y la alimentación del matrimonio consistía en pan y caracoles que recogían por las calles. Esta miseria extrema duró varios años.
Concentrado en las disputas teóricas de los exiliados, Axelrod se alineó con los partidarios de Bakunin frente a los seguidores, minoritarios, de Piotr Tkachov, defensores de la revolución mediante la formación de un grupo conspirativo de elite que acabase con la autocracia ante la apatía de las masas.
En 1878 participó en Obshchina, publicada por un grupo de anarquistas y seguidores de Nikolái Chaikovski. Desde sus primeros artículos, mostró los rasgos que caracterizaron sus obras posteriores: un concienzudo trabajo de documentación, el dominio de la historia y la sencillez en la expresión. En estos primeros escritos, criticaba aún duramente la defensa socialista del Estado, que consideraba, como anarquista, opresivo en cualquier variante. Sus estudios sobre la socialdemocracia alemana, a pesar de sus desacuerdos con ella, le llevaron paulatinamente a evolucionar ideológicamente.
En 1879 regresó brevemente a Rusia, nuevamente de manera ilegal, para encargarse de un nuevo diario fundado por un sindicato. Encontrando al movimiento revolucionario desorganizado y tras la represión policial que siguió al intento de asesinar al zar en abril, Axelrod volvió a abandonar el Imperio.

## Largo exilio

### Conversión al marxismo

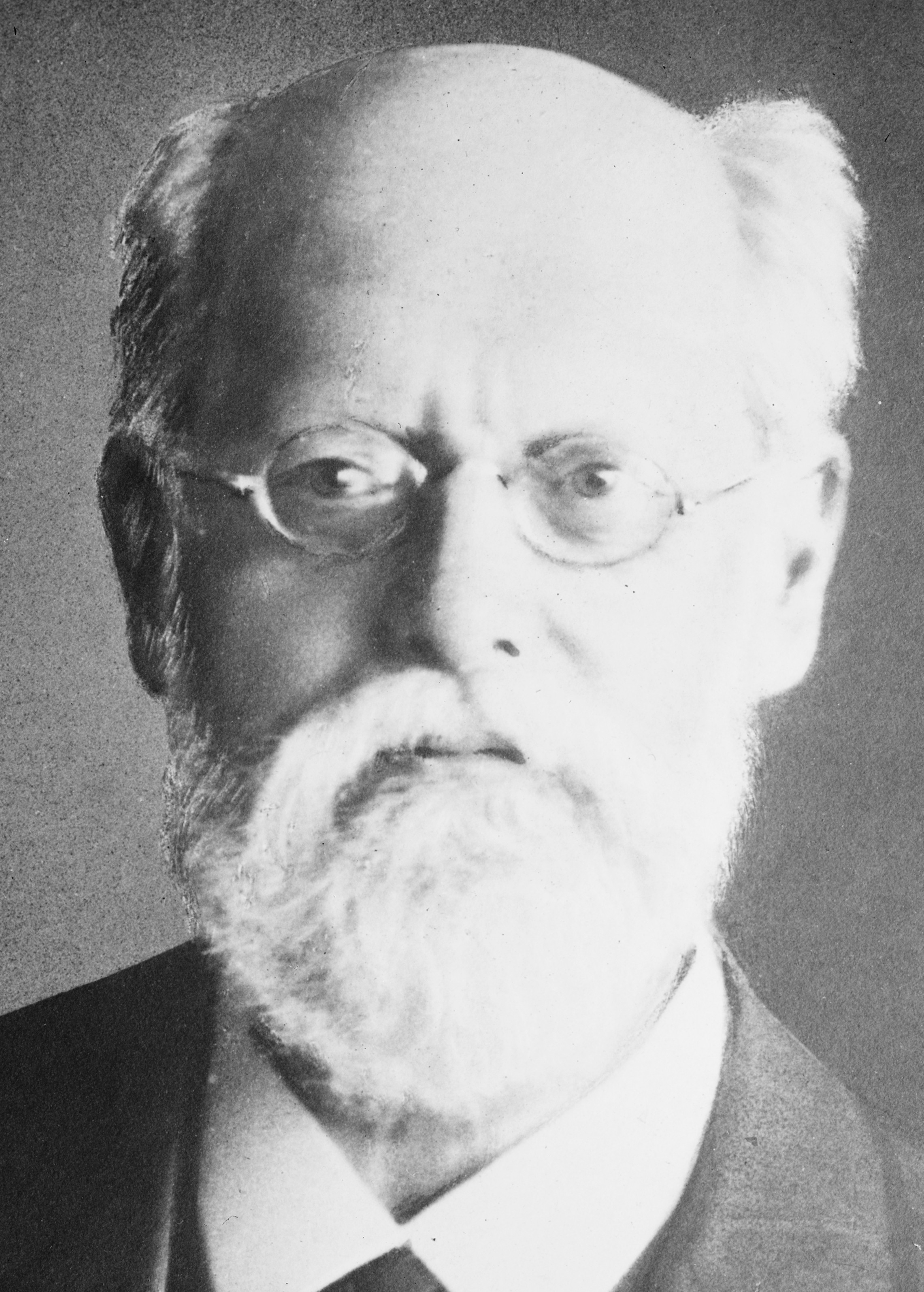
Karl Kautsky, destacado teórico socialista, forjó duradera amistad con Axelrod tras el traslado de este a Zúrich en 1881 e influyó en su evolución hacia el marxismo.

A mediados de 1880, abandonó Rusia y se estableció de forma permanente en el extranjero, principalmente en Suiza, hasta su muerte, salvo dos breves estancias en su país natal en 1906-1907 y unos meses de 1917. La llegada de Axelrod a Suiza para tratar con los exiliados de la Repartición asuntos de su programa político y su decisión de no regresar a Rusia cortaron los lazos entre los restos de la organización en Rusia y los exiliados. Para entonces la influencia del marxismo alemán que había conocido había empezado a influir en su ideología y concedía cierta importancia a los asuntos políticos, que había incluido en un borrador de programa para la Repartición cuando aún se hallaba en Rusia en 1880.
En 1881 partió hacia Rusia, pero el asesinato del zar Alejandro II de Rusia hizo que fuese brevemente detenido por la policía rumana y que se truncase su misión y hubiese de regresar a Suiza en el verano. La efectiva represión policial contra los revolucionarios que siguió al magnicidio hizo que los exiliados desesperasen de regresar pronto a Rusia, defendiesen mayoritariamente el uso del terrorismo contra el zarismo y tratasen de reunificar la Repartición Negra con Naródnaya Volia.
En el verano, Axelrod se trasladó a Zúrich a trabajar en un nuevo diario. En la ciudad, centro activo de socialistas europeos, Axelrod forjó amistad con importantes figuras del movimiento como Karl Kautsky o Eduard Bernstein. El ambiente reforzó además su evolución hacia el socialismo. Su postura política cambió de manera definitiva durante los siguientes dos años en Zúrich.
Ese mismo año los pogromos en Rusia inquietaron a Axelrod, que se sintió particularmente incomodado por el apoyo de muchos revolucionarios a las atrocidades, a las que se opuso el zar, que las consideraron revueltas que desencadenarían la caída de la autocracia. Tras un primer momento dubitativo sobre la utilidad de las revueltas, las peticiones de ayuda de la comunidad judía suiza hicieron que Axelrod se decidiese a solicitar a sus compañeros socialistas la condena de las atrocidades contra los judíos.
En 1882 la Repartición Negra de Ginebra se hallaba en plena evolución hacia el marxismo. En la primavera o el verano de ese año, Axelrod se consideraba ya sin matices socialdemócrata. Su conversión coincidió con la de Georgi Plejánov, Vera Zasulich y Lev Deich que, sin embargo, no formaron un grupo aparte, manteniendo aún la esperanza de reconciliarse con los populistas de Naródnaya Volia. Su insistencia en ingresar en esta como una fracción separada hizo fracasar las negociaciones.
Axelrod, ya como socialista, se concentró en tratar de adaptar el modelo socialista de Europa occidental a Rusia, encargándose principalmente de estrategia y organización de los revolucionarios rusos. Por influencia del socialismo occidental, Axelrod valoraba además notablemente la democracia y hacía especial hincapié en la importancia de la participación del proletariado en el proceso revolucionario, postura que más tarde le alejaría de Lenin.

### Penurias económicas y el Grupo para la Emancipación del Trabajo

Georgi Plejánov, eminente teórico marxista, fundador junto con Axelrod del Grupo para la Emancipación del Trabajo en el exilio suizo y amigo personal hasta su desacuerdo en el II Congreso del Partido Obrero Socialdemócrata de Rusia, en el que Plejánov apoyó la propuesta de Lenin de eliminar a tres de los seis editores de Iskra, entre ellos a Axelrod.

El periodo de 1883 a 1894 fue de nuevas dificultades económicas para Axelrod, privado de su único ingreso estable al abandonar su puesto en Volnoe slovo. Para entonces tenía ya tres hijos: Vera (22 de noviembre de 1875), Alexander (18 de julio de 1879) y Sofía (14 de noviembre de 1881). Enfermo, probablemente de depresión por su miseria económica, la hermana de Plejánov le recomendó tratarse con kéfir. No sólo su salud mejoró, sino que, dándose cuenta de la oportunidad de producir la bebida y comercializarla, estableció un negocio artesanal de fabricación y venta que, a pesar de la dureza del trabajo, le permitió mantener a su familia. El negocio sólo prosperó verdaderamente en la década siguiente, permitiéndole entonces despreocuparse de la manutención de la familia.
Tras el establecimiento del Grupo para la Emancipación del Trabajo (GET), Axelrod reconoció la preeminencia en el terreno de la teoría de Plejánov, produciendo al comienzo sólo una obra de interés, El movimiento obrero y la socialdemocracia (1885), un manual para la intelectualidad obrera, que había de ser más sencilla que los abstrusos tratados de Plejánov. La producción literaria de este, por su parte, fue mucho más numerosa que la de Axelrod. La cooperación entre ambos era muy estrecha y, a pesar de la escasez en la que vivía Axelrod, no escatimaba en ayudar en lo posible a la familia de Plejánov. Este valoraba la obra de Axelrod y le animaba a continuar en sus momentos de duda o depresión.
Durante la década, se dedicó, como Plejanov, al proselitismo de la socialdemocracia, pero en reuniones más reducidas. En la estrecha relación entre ambos en la década de 1880, Plejánov era la figura dominante, considerado por Axelrod como filósofo, más original y superior intelectualmente. Los artículos de este, que le costaban gran esfuerzo trataban en general sobre la socialdemocracia europea y las tácticas para adecuadas para la rusa y eran menos abstractos y teóricos que los de Plejánov. Gran parte de los cuadros de la socialdemocracia rusa se formaron gracias a Axelrod. Entre ellos se contaron Anatoli Lunacharski o León Trotski.
En la misma década, comenzó a dejar clara su preferencia por una revolución no controlada por los intelectuales y su oposición a las tendencias jacobinistas (defensoras de una revolución dirigida por un grupo pequeño, compacto y entregado), ya atisbadas en Plejánov. Axelrod hizo hincapié en su defensa de un movimiento de masas como base para la revolución.
En 1895 Axelrod y Plejánov decidieron fundar una asociación dependiente del GET, la «Unión de Socialdemócratas Rusos en el Extranjero», que debía dedicarse a la producción de literatura marxista popular, bajo el control del GET. Ambos fundaron también un nuevo diario, Rabotnik, del que Axelrod se convirtió en editor jefe. Ese mismo año, Lenin visitó a Axelrod en Suiza, impresionando a este a la vez que se mostraba muy conciliador con las posturas de los viejos revolucionarios en el exilio.
A través de Rabotnik, Axelrod distribuyó una cantidad notable de literatura marxista entre 1896 y 1899, considerándose su aportación relevante, especialmente en la tarea de familiarizar a los trabajadores rusos con los métodos de los movimientos obreros de Europa occidental. La publicación versaba fundamentalmente con asuntos tácticos del movimiento y su gestión hizo que Axelrod mantuviese contactos estrechos y numerosos roces con la Unión de Socialdemócratas.
A partir de 1897, Axelrod se concentró en combatir la corriente economicista, que animaba a los trabajadores a aparcar la lucha política para centrarse en la mejora económica de su situación. Sus dos obras principales de aquellos años, La situación histórica y las relaciones recíprocas entre liberales y socialdemócratas en Rusia y Sobre la cuestión de las tareas y tácticas actuales de los socialdemócratas rusos, trataron de establecer una alternativa a la postura de los economicistas. Estas dos obras se consideraron hasta 1903 como el paradigma de la ortodoxia socialdemócrata. En la misma época, su interés por el Caso Dreyfus, que consideraba un signo de la decadencia de la Francia revolucionaria, junto con sus escritos contra el economicismo en Rusia, hicieron que no participase en la polémica sobre el revisionismo de su antiguo amigo Eduard Bernstein, corriente a la que, no obstante, se opuso al igual que Plejánov.

### Iskra

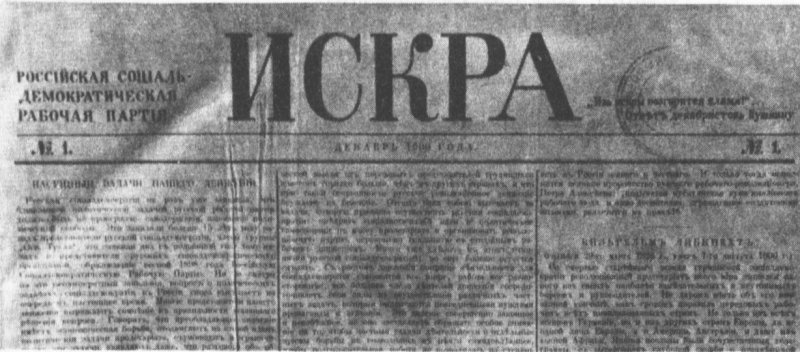
Portada del primer número de Iskra, publicación fundada por Plejánov, Zasulich, Potrésov, Lenin, Mártov y Axelrod. En la práctica quedó controlada por Lenin y Mártov, y la participación hasta 1905 de Axelrod fue escasa.

Tras la formación de Iskra (La chispa) junto con Plejánov, Zasulich, Potresov, Lenin y Mártov, Axelrod apenas participó en la publicación entre 1901 y 1903. Tampoco se destacó en la organización del periódico, que Lenin, que lo controlaba en gran parte, trató de usar para tomar el control del partido. Los años de 1900 a 1903 fueron de escasísimo impacto en el movimiento socialista, especialmente en comparación con otros dirigentes. Nunca tan productivo como Lenin o Mártov, el comienzo de la enfermedad de su esposa en 1898, que acabaría con su vida ocho años más tarde, hizo que su actividad disminuyese aún más. Él mismo sufrió intermitentes ataques de neurastenia. En este periodo, a pesar de la intensificación de los desacuerdos con Lenin, Axelrod evitó la confrontación, actitud que Lenin compartió. Deseoso de mantener la unidad entre el grupo editor de Iskra, al que consideraba merecedor de la dirección del partido socialdemócrata, Axelrod evitó enfrentarse a Lenin.
En el II Congreso del Partido Obrero Socialdemócrata de Rusia sufrió una gran desilusión cuando Plejánov, que le había animado a no dimitir de la junta editorial de Iskra, respaldó la maniobra de Lenin para expulsar al resto de redactores. El congreso supuso la ruptura entre ambos y el fin de la subordinación de Axelrod a Plejánov. A partir de comienzos de 1904, Axelrod mantuvo su propia línea política.
En esta época expuso el que llegaría a ser uno de los puntos centrales del programa menchevique y uno de los asuntos fundamentales de desacuerdo con Lenin y sus partidarios: la naturaleza del partido. Axelrod defendía la necesidad de aumentar su tamaño y traspasar el control del mismo de la intelectualidad a los trabajadores, imbuidos de ideología socialista e instruidos en la administración a través de su participación en distintas organizaciones legales. Lenin, por el contrario, favorecía una organización mucho menor, más compacta, jerárquica y disciplinada, controlada por la dirección. Mientras que para Axelrod la revolución debía provenir de las masas (adoctrinadas por la intelectualidad), para Lenin esta la realizaría una elite de revolucionarios profesionales.
Los meses siguientes al II Congreso Axelrod definió la postura que caracterizó a la fracción menchevique. Su estudio sobre las cuestiones a las que entonces debía enfrentarse el partido, con el malestar en Rusia por la Guerra ruso-japonesa, hizo que se ahondasen sus diferencias con Lenin.
La apropiación de fondos recaudados por los socialdemócratas alemanes para todo el partido por los mencheviques hizo que la fracción perdiese el favor de aquellos ya en 1905, año en el que Axelrod se opuso además a la convocatoria por Lenin de un III Congreso, al que los mencheviques decidieron no acudir.

### La revolución de 1905
Con su esposa moribunda, Axelrod no pudo acudir a Rusia al estallar la Revolución rusa de 1905. Siguió, sin embargo, con gran interés el desarrollo de la misma. Muerta su esposa en abril de 1906, Axelrod se trasladó pocas semanas más tarde a Rusia. Su mayor contribución al movimiento revolucionario fue su propuesta de un congreso obrero, asunto que fue muy debatido durante los dos años siguientes entre los socialistas. Ante el escaso apoyo entre los mencheviques, Axelrod dimitió de Iskra, que no hizo el hincapié que él deseaba en el asunto.
A comienzos de 1906, Axelrod arremetió con dureza contra bolcheviques y gran parte de los dirigentes mencheviques, que habían favorecido un levantamiento armado frente a la propuesta de congreso obrero y agitación política de Axelrod, postura que se había mostrado falta de realismo para entonces. Acusó de tendencias golpistas y anarquistas y de tácticas conspiratorias a los bolcheviques, mientras a los mencheviques les echó en cara su falta de adhesión a su posición.
Con la represión definitiva de la revolución por Stolypin en 1907 y el aniquilamiento de la organización menchevique en Rusia, esta quedó reducida esencialmente a los exiliados, que adoptaron las propuestas sucesivas de Axelrod, consideradas como la postura socialdemócrata ortodoxa.

### Regreso a Suiza y disputas en el partido

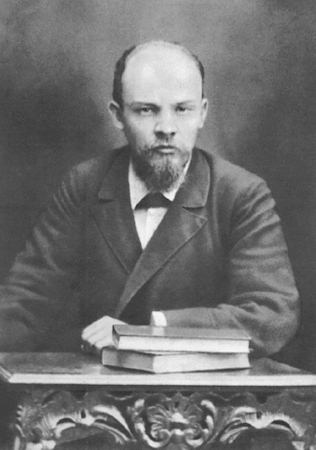
Lenin en 1897. Mientras que este, dirigente principal de la fracción bolchevique del Partido Obrero Socialdemócrata de Rusia, defendía una organización de elite, centralizada y formada por revolucionarios profesionales, Axelrod, principal teórico menchevique, abogó por una organización de masas, controlada por el proletariado adoctrinado en el marxismo y no por los intelectuales.

Tras el V Congreso en Londres y la extensión de la represión zarista en Rusia, Axelrod hubo de regresar a Suiza, ya viudo. Nuevamente en aprietos económicos, acabó vendiendo su negocio a la competencia a cambio de una cantidad que le permitía saldar sus deudas y de una anualidad suficiente para cubrir sus gastos durante los siguientes diez años.
Libre de la necesidad de ganarse el sustento por primera vez en su vida, pero nuevamente neurasténico e incapaz de trabajar, se trasladó a Francia en 1909, instalándose primero cerca de Burdeos con Dan y Mártov y más tarde en París.
En 1910, en medio de las continuas disputas entre mencheviques y bolcheviques, se enemistó con Plejánov, que había utilizado su correspondencia privada para atacar a Potresov e, indirectamente, al propio Axelrod. Opuesto a los robos que por entonces realizaban los bolcheviques para reunir fondos y sus difamaciones de adversarios, se mostró partidario, sin embargo, de tratar de reunificar el partido. Confiaba en que, en un partido reunificado, los mencheviques —a los que juzgaba más fuertes que los bolcheviques— dominarían. Aprobó, por tanto, la reunificación oficial lograda en París a comienzos de 1910. Pronto resurgieron las diferencias y Trotski, ya alejado de los mencheviques, convocó una nueva conferencia de reunificación en Viena, a la que ni los partidarios de Plejánov ni los bolcheviques acudieron, pero donde Axelrod fue nombrado delegado y se alcanzaron ciertos acuerdos entre las partes presentes. Las diferencias, no obstante, continuaron y hubo un último intento de reunificación entre las distintas fracciones (mencheviques, socialistas polacos, letones, lituanos, bundistas y bolcheviques de distintas corrientes) a finales de 1913, en el que Axelrod nuevamente participó. Para entonces, sin embargo, ya no creía en el deseo de los bolcheviques de acabar con las disputas que dividían a las fracciones.

## La guerra mundial
Tras un primer momento de gran aturdimiento ante el respaldo del SPD alemán a los créditos de guerra solicitados por Gobierno, que le llevó a desear en privado la derrota de Alemania en su ataque a Bélgica y Francia, hacia octubre de 1914 su postura había cambiado: a pesar de su clara simpatía hacia franceses y belgas comenzó a defender un fin de la contienda sin vencedores. Favorable a la defensa francesa y belga de sus países, se opuso a respaldar a la autocracia zarista, y deseó que ninguno de los dos bandos obtuviese una clara victoria. Favorable a una pequeña derrota rusa que permitiese un cambio de régimen, abogó por un rápido fin de los combates para regresar a la situación prebélica. Su postura no obtuvo mucho apoyo, ni siquiera entre sus más cercanos correligionarios.
A comienzos de 1915, la actitud de Axelrod hacia la guerra se había vuelto más crítica, acercándose a la de los «internacionalistas», postura mayoritaria entre los mencheviques que consistía en favorecer el rápido final de la confrontación y la firma de una paz sin anexiones ni indemnizaciones de guerra; se convirtió en el principal portavoz de este grupo junto con Mártov. En esa época, colaboró con otros internacionalistas en una nueva publicación que expresaba su postura respecto de la contienda, dedicándose a definir la estrategia del partido, convirtiéndose en el referente menchevique sobre la guerra. Abogó por un acuerdo internacional entre los socialistas sobre la postura que todos los partidos nacionales debían sostener para acabar con la guerra.
Asistió a la conferencia socialista de Zimmerwald en septiembre de 1915 y se identificó con la postura centrista mayoritaria, que condenaba la guerra, pero no abrazaba el derrotismo defendido por Lenin ni la ruptura con la Internacional.

## La Revolución de Febrero

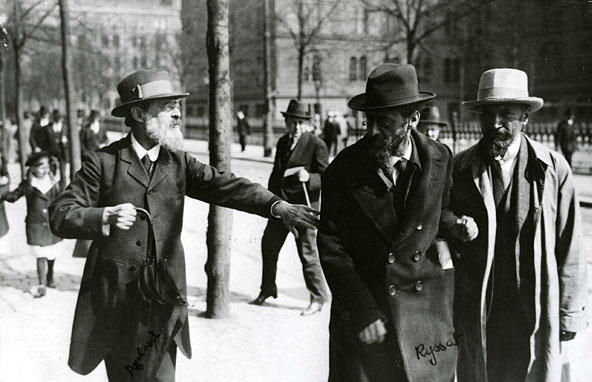
Axelrod junto Yuli Mártov y Martýnov, también mencheviques, en Estocolmo, donde acudieron para la fracasada conferencia socialista a favor de la paz.

Tras la caída del zar a comienzos de marzo de 1917, Axelrod regresó a Rusia, siendo recibido por una multitud en la estación Finlandia de Petrogrado. Perfiló una estrategia para los mencheviques ante la nueva situación: el Gobierno debía concentrarse en lograr la paz, pero oponiéndose a la firma de una separada con los Imperios Centrales.
Considerando la revolución no puramente proletaria, como la mayoría de los mencheviques, se opuso a las medidas que pudiesen separar a los socialistas de los burgueses liberales. El proletariado debía, a su entender, respaldar al nuevo Gobierno provisional y aumentar paulatinamente su participación en la vida social y la política del país, pero sin tomar para sí el poder, para el que no se hallaba aún preparado.
Contrario en principio a la participación de socialistas en el Gobierno, lo aceptaba en caso de necesidad, al igual que un Gobierno exclusivamente socialista, pero esto sólo tras una revolución europea.
Durante su corta estancia en Rusia, de tres meses antes de partir como delegado a la conferencia socialista en Estocolmo convocada para tratar de alcanzar la paz, Axelrod llevó a cabo una intensa actividad en el partido menchevique, y fue nombrado presidente del comité central. En las discusiones sobre la postura del partido en asuntos que requerían de atención inmediata y las sucesivas crisis del periodo, ejerció escasa influencia dadas sus pobres dotes para la oratoria, la acción rápida o la intriga política. Se convirtió en la figura de veterano del partido, preocupado por el mantenimiento de la unidad del mismo.
Discrepó de Plejánov, partidario como los liberales de mantener la lucha hasta la victoria militar, y con Mártov, opuesto a las ofensivas militares, al mantenimiento de la alianza con la Triple Entente y al Gobierno de coalición con los burgueses y se acercó a la postura de «defensismo revolucionario» de Tsereteli y Dan, aunque con cierta crítica.
El 10 de agosto de 1917, partió como delegado a la conferencia socialista de Estocolmo, abandonando Rusia por última vez en su vida.

## La Revolución de Octubre y el nuevo exilio

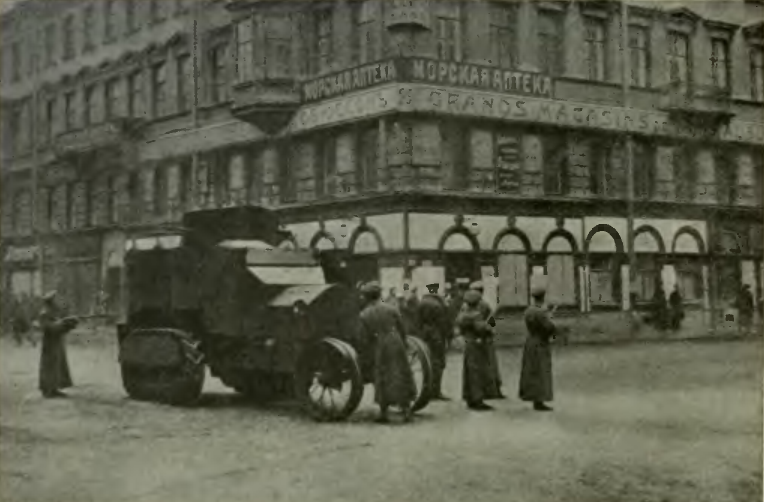
Tropas bolcheviques durante la Revolución de Octubre, a la que Axelrod se opuso firmemente, dedicando sus últimos años a tratar infructuosamente de recabar apoyos entre los socialistas europeos en contra del nuevo Gobierno leninista.

Después de la victoria bolchevique en noviembre, que Axelrod calificó como un «crimen histórico sin par en la historia moderna», permaneció en Estocolmo, esperando el pronto fracaso del nuevo Gobierno bolchevique al considerar la toma del poder y el establecimiento de un sistema socialista prematuros y abocados al fracaso. Los siguientes cuatro años, mantuvo una intensa actividad dando a conocer su postura y opiniones contra el Gobierno de Lenin y realizó una gira por Europa fomentando la oposición socialista a los bolcheviques. Trató de influir principalmente a los socialistas europeos y lograr su apoyo para cambiar la situación en Rusia, sin éxito. A pesar de su intensa oposición al nuevo sistema soviético controlado por los bolcheviques, Axelrod se negó a colaborar con los antibolcheviques contrarrevolucionarios.
En la primavera de 1920, cuando volvió a recibir noticias de los mencheviques aún en Rusia, su acercamiento a los bolcheviques, dirigido principalmente por Mártov, le llevó a dimitir como representante del partido en el extranjero y como vocal del comité de la Segunda Internacional. La falta de acción de los socialistas europeos en Rusia produjo una honda desilusión en Axelrod, que también influyó en su retiro de la Internacional.
Sosteniendo una postura minoritaria entre los mencheviques exiliados, mantuvo, no obstante, buenas relaciones con ellos, aumentando sus contactos tras su traslado a Berlín —principal centro del partido en el exilio— en abril de 1922. En el verano de ese año, se sometió a una operación de vesícula que le debilitó notablemente e hizo que apenas abandonase su domicilio desde entonces. En sus momentos de mayor energía, escribía cartas a destacados socialistas como Irakli Tsereteli o Karl Kautsky, pero no reunió la suficiente para redactar una nueva obra de análisis sobre lo que consideraba defectos del bolchevismo y de la benevolencia de gran parte del socialismo europeo hacia el gobierno comunista.
Sin abandonar nunca su objetivo de que los socialistas enviasen a Rusia una comisión de investigación sobre la situación en el país, que nunca se llegó establecer, murió el 16 de abril de 1928, tras unos meses de acusado debilitamiento.